# 東京都交通局8800形電車
東京都交通局8800形電車（とうきょうとこうつうきょく8800がたでんしゃ）は、東京都交通局の路面電車車両。2009年（平成21年）4月26日に営業運転を開始した。

## 概要
都電荒川線で使用された7500形は老朽化が進行していたため、その置き換え用として、2008年（平成20年）1月に9000形と別形式の「新型車両」として導入することが発表された。
この際、外観デザインについて、「荒川線の未来を開く、先進性と快適性」をコンセプトとした以下3つの案から公募投票が行われ、最多得票を獲得した1案のデザインが採用された。
1. 優しさと親しみやすさを表現した、丸みのあるデザイン。
2. スピード感とスマートさを表現した、曲面を使用したデザイン。
3. 都会的イメージを表現した、直線基調のデザイン。

なお、この投票の時点で、デザイン見本イラストは"8801"の車両番号が入ったものになっていた。
外観は、塗色が8500形までの緑・白基調のものと異なる。前面と側面上下縁辺にローズレッド・バイオレット・オレンジ・イエローのいずれか（下記、車体カラーリング参照）と、側面全体は白となり、前扉寄りに"Arakawa Line"のロゴが配置されている（2017年の路線愛称制定後は"Tokyo Sakura Tram"に順次変更）。客用扉は8500形・9000形と同様に、前扉が片開き・中扉が両開きの片側2扉となっており、扉上部には開閉時に赤く点滅する告知ランプが設けられている。客窓は荒川線では初めて横に長い大型窓が採用され、上部が引き違い式に開閉できるようになっている。
車内の座席はバラの模様が入ったピンク色のもので、他形式と同様に前向き座席とロングシートを点対称に配置したものであるが、ロングシート部分には9000形と同様に仕切り用の手すりを設けている。手すり部分には降車用押しボタンが設置されたほか、窓柱部分にも降車用押しボタンを上下2つ設置しており、着席客にも配慮した。また、荒川線の車両で初めて2画面の液晶ディスプレイ(LCD)による車内案内表示装置を設置している。停車駅案内のみしか行っていなかったが、2015年から右側のlcdで映像広告を流せるようになったほか、左側の案内画面もROM更新を実施し情報量が格段に増加した。内装は白系でまとめられており、床材は大理石を意識したものになった。手すりと扉の合わせ目、扉部分の床材は黄色になり、視覚障害者にも配慮している。
最初に落成した8801・8802の2両は2009年4月26日に運用を開始した。同年5月31日まで東京都下水道局のバイオマス発電によるグリーン電力を活用する とともに、デビュー記念ヘッドマークも装着して運転された。その後、同年6月7日に荒川電車営業所で開催された「路面電車の日」記念イベントでは2両が撮影会展示車両や臨時電車の運転に充当された。その後2010年12月25日に8810が搬入され、荒川電車営業所でお披露目イベントを行って営業入り、予定の10両が揃った。
製造時期が近かったことから下回りは前記の9000形に準じている。

## 車体カラーリング一覧
8801号車から8805号車までのローズレッドのカラーリングは、荒川線沿線に植栽されているバラをイメージしたものである。8810号車は当形式で1両しかない黄色のカラーリング車両であることから、その車両を見つけると幸せになれるとの都市伝説が生まれた。また東急世田谷線も黄色の車両が1編成のみであったことから、2011年11月1日から30日にかけて初の世田谷線との共同企画キャンペーン「都電荒川線×東急世田谷線　黄色い電車でハッピーに！」が開催され、ヘッドマークの掲出、「幸せの黄色いパスポート」の無料配布、幸せのクイズラリーなどが行われた。製造次車は以下のとおり

| 車両番号  | カラーリング | 製造次車                             |
| --------- | ------------ | ------------------------------------ |
| 8801-8805 | ローズレッド | 1次車：8801・8802 2次車：8803 - 8805 |
| 8806-8807 | バイオレット | 3次車                                |
| 8808-8809 | オレンジ     | 3次車                                |
| 8810      | イエロー     | 3次車                                |

## 運用
従来車両と区別なく運用されている。なお、登場後しばらくの間は毎週日曜日に決まったダイヤで定期運行されていた。